# Rolf Gunnarsson
Rolf Ingvar Gunnarsson, född 7 maj 1946 i Söderhamn, är en svensk politiker (moderat), som var riksdagsledamot 1994–2010, invald i Dalarnas läns valkrets. Han var framför allt aktiv i försvarsutskottet, där han var suppleant 1994–1998, ledamot 1998–2006 och vice ordförande 2006–2010.
Till yrket är Gunnarsson redaktör.
I mars 2011 greps Rolf Gunnarsson av polisen i Stockholm misstänkt för sexköp. Gunnarsson erkände på plats, skrev på ett strafföreläggande och behövde därmed inte inställa sig till rättegång. Den 17 mars 2011 meddelade Rolf Gunnarsson att han lämnar alla sina politiska uppdrag, bland annat det som oppositionsråd i Landstinget i Dalarna.